# 長毛甘蔗金龜
長毛甘蔗金龜（学名：[Apogonia takasagoensis] 错误：{{Lang}}：文本有斜体标记（帮助））为金龜子科甘蔗金龜屬下的一个种。